# ژلیزی
ژلیزی (به لاتین: Želízy) یک منطقهٔ مسکونی در جمهوری چک است که در شهرستان میلنیک واقع شده‌است.